# Liste von Persönlichkeiten der Stadt Birmingham
Die folgenden Listen enthalten in Birmingham geborene sowie zeitweise dort lebende Persönlichkeiten.

## In Birmingham geborene Persönlichkeiten
Diese Liste enthält in Birmingham geborene Persönlichkeiten, chronologisch aufgelistet nach dem Geburtsjahr. Ob die Personen ihren späteren Wirkungskreis in Birmingham hatten oder nicht, ist dabei unerheblich. Viele sind nach ihrer Geburt weggezogen und andernorts bekannt geworden. Die Liste erhebt keinen Anspruch auf Vollständigkeit.

### 18. Jahrhundert
- Matthew Boulton (1728–1809), Ingenieur
- Mary Ann Yates (1728–1787), Schauspielerin und Tänzerin
- Francis Asbury (1745–1816), Geistlicher
- Mary Linwood (1755–1845), Kunststickerin und Schulleiterin
- Sarah Guppy (1770–1852), Erfinderin
- David Cox (1783–1859), Grafiker und Maler
- William Lewis (1787–1870), Schachspieler, Autor und Organisator
- William Simms (1793–1860), Instrumentenbauer und Unternehmer

### 19. Jahrhundert

#### 1801 bis 1860
- John Cadbury (1801–1889), Unternehmer
- George Richards Elkington (1801–1865), Gründer der Galvanotechnik in England
- Henry Burn (1807–1884), Maler, Zeichner und Lithograph
- William Martin (1807–1880), Richter, erster Chief Justice of New Zealand
- William Scholefield (1809–1867), Geschäftsmann und Politiker
- Henry Noel Humphreys (1810–1879), Schriftsteller, Zeichner, Illustrator und Numismatiker
- Joseph Beete Jukes (1811–1869), Geologe
- Louisa Anne Meredith (1812–1895), Illustratorin und Schriftstellerin
- Alexander Parkes (1813–1890), Metallurge und Erfinder
- George Jacob Holyoake (1817–1906), Schriftsteller und Agitator
- Francis Galton (1822–1911), Naturforscher und Schriftsteller
- Arthur Blyth (1823–1891), australischer Politiker
- Clement Mansfield Ingleby (1823–1886), Literaturforscher
- William Jay Smith (1823–1913), US-amerikanischer Politiker
- Benjamin Mountfort (1825–1898), Architekt
- Brooke Foss Westcott (1825–1901), Theologe
- Thomas Hill (1829–1908), amerikanischer Maler
- Bessie Rayner Parkes (1829–1925), Frauenrechtlerin, Dichterin, Essayistin und Journalistin
- Charles Walter De Vis (1829–1915), britisch-australischer Geistlicher, Zoologe und Museumsdirektor
- Edward White Benson (1829–1896), anglikanischer Erzbischof von Canterbury
- Charles Reginald Aston (1832–1908), Maler
- Francis Edward Bache (1833–1858), Komponist und Organist
- Edward Burne-Jones (1833–1898), Maler
- George Rignold (1839–1912), australischer Schauspieler
- Tom Allen (1840–1904), Boxer in der Bare-knuckle-Ära
- Franklin Taylor (1843–1919), Pianist und Musikpädagoge
- Billy Edwards (1844–1907), Boxer in der Bare-knuckle-Ära
- Katherine Harris Bradley (1846–1914), Schriftstellerin
- William Johnson Sollas (1849–1936), Geologe
- Lee Mantle (1851–1934), Politiker
- Walter Langley (1852–1922), Maler
- Amelia Sarah Levetus (1853–1938), Kunsthistorikerin, Autorin und engagiert in der Volksbildung
- Napier Shaw (1854–1945), Meteorologe
- Edwin Harris (1855–1906), Landschafts-, Genre- und Porträtmaler
- John McIntyre (1855–1935), römisch-katholischer Erzbischof von Birmingham
- Jem Carney (1856–1941), Boxer in der Bare-knuckle-Ära
- James Frederick Chance (1856–1938), Neuzeithistoriker
- Thomas Espin (1858–1934), Astronom

#### 1861 bis 1880
- Charley Mitchell (1861–1918), Boxer im Schwergewicht
- James Pike (1861–1919), Sportschütze
- Howard Vaughton (1861–1937), Fußballspieler
- George William de Saulles (1862–1903), Bildhauer und Medailleur
- Henry Tonks (1862–1937), Arzt und Maler
- Joseph Henry Adams (1863–1938), Dirigent, Organist und Komponist
- Austen Chamberlain (1863–1937), Politiker
- Dennis Hodgetts (1863–1945), Fußballspieler
- Sepharial (1864–1929), Autor, Astrologe und Theosoph
- John Devey (1866–1940), Fußballspieler
- Albert Allen (1867–1899), Fußballspieler
- Frank Mobley (1868–1956), Fußballspieler
- Neville Chamberlain (1869–1940), Politiker
- Bernard Pyne Grenfell (1869–1926), Forscher und Ägyptologe
- Edith Wynne Matthison (1871–1955), Schauspielerin
- Emma Barton (1872–1938), Fotografin
- Arthur Lewis Hall (1872–1955), britisch-südafrikanischer Geologe
- Julius Elias, 1. Viscount Southwood (1873–1946), Zeitungsbesitzer und Politiker (Labour Party)
- Charles Talbut Onions (1873–1965), Lexikograph und Anglist
- Ernest William Barnes (1874–1953), Mathematiker und Theologe
- Bert Harris (1874–1897), Bahnradsportler
- Bernard Rice (1874–nach 1917), Glasmaler
- Walter Hyde (1875–1951), Opernsänger und Gesangspädagoge
- Albert Ketèlbey (1875–1959), Komponist und Dirigent
- Warwick Wright (1875–1945), Motorbootfahrer
- Thomas Hicks (1876–1952), Leichtathlet
- William Edward Rolston (1876–1921), Astronom, Soldat und Gründer der ersten englischsprachigen Tageszeitung in Deutschland
- Joseph Wood (* 1876), Pfarrer und Politiker in Südwestafrika; von 1927 bis 1929 Bürgermeister von Windhoek
- Walter Abbott (1877–1941), Fußballspieler
- Francis William Aston (1877–1945), Chemiker und Physiker
- Samuel Hodgetts (1877–1944), Turner
- Ida Maclean (1877–1944), Biochemikerin
- Edward Pepper (1879–1960), Turner
- Walter Tysall (1880–1955), Turner

#### 1881 bis 1890
- Edgar Chance (1881–1955), Ornithologe
- Lewis Moist (1881–1940), Schwimmer
- Alfred Radcliffe-Brown (1881–1955), Pionier der britischen Sozialanthropologie
- Leo Smith (1881–1952), Komponist, Cellist und Musikpädagoge
- Harry Haslam (1883–1955), Hockeyspieler
- Sax Rohmer (1883–1959), Kriminalautor und Esoteriker
- Samuel Walker (1883–1960), Turner
- Marie Empress (1884–1919), Schauspielerin
- Ralph Kirby (1884–1946), Fußballspieler und -trainer
- Gordon Lowe (1884–1972), Tennisspieler
- John Vincent (1884–1941), Seemann und Antarktisreisender
- Sir Sidney Solomon Abrahams (1885–1957), Weitspringer und Sprinter
- Edward Bach (1886–1936), Arzt
- Percival Bromfield (1886–1947), Tischtennisspieler
- Arthur Holden Lowe (1886–1958), Tennisspieler
- Randolph Lycett (1886–1935), Tennisspieler
- Elsie Maud Wakefield (1886–1972), Mykologin
- John Whitaker (1886–1977), Turner
- Robert Firth (1887–1966), Fußballspieler und -trainer
- Clifford Grey (1887–1941), Filmschauspieler und Komponist
- Fred Lawrence (1887–nach 1946), English-Billiards- und Snookerspieler
- Alfred Messenger (1887–1968), Turner
- Charley Rogers (1887–1956), Schauspieler, Regisseur und Drehbuchautor
- Albert Betts (1888–1924), Turner
- Arthur Edwin Hill (1888–1966), Wasserballspieler
- Henry Thomas (1888–1963), Boxer
- Charles Vigurs (1888–1917), Turner
- David Bomberg (1890–1957), Maler

#### 1891 bis 1900
- Norman Pett (1891–1960), Comiczeichner
- Robert Dudley Best (1892–1984), Designer und Leuchtenhersteller
- Fay Holden (1893–1973), Theater- und Filmschauspielerin
- Oscar Deutsch (1893–1941), Gründer der Odeon-Kinos
- Victor Saville (1895–1979), Filmregisseur, Produzent und Drehbuchautor
- Michael Balcon (1896–1977), Filmproduzent
- Melville Cooper (1896–1973), Theater- und Filmschauspieler
- Robert Saundby (1896–1971), Luftwaffenoffizier
- Hubert Hessell Tiltman (1897–1976), Journalist und Schriftsteller
- Walter Abbott (1898–1945), Fußballspieler
- Frank Thomas Herbert Fletcher (1898–1977), Romanist
- Dorothy Howell (1898–1982), Komponistin und Pianistin
- William Lancaster (1898–1933), Pilot und Abenteurer
- Charles Leatherland, Baron Leatherland (1898–1992), Politiker und Journalist
- Bernard William Griffin (1899–1956), Erzbischof von Westminster
- Charlie Hall (1899–1959), Filmschauspieler
- Edward Black (1900–1948), Filmproduzent
- Lilian Elkington (1900–1969), Komponistin, Pianistin und Organistin

### 20. Jahrhundert

#### 1901 bis 1910
- Louie McLean (1900–1932), britische Motorradrennfahrerin
- Barbara Cartland (1901–2000), Autorin
- Frank Glass (1901–1988), britisch-südafrikanischer Kommunist
- Eric Maschwitz (1901–1969), Entertainer, Textdichter, Autor und Fernsehproduzent
- Roxbee Cox, Baron Kings Norton (1902–1997), Luftfahrtingenieur, Universitätspräsident und Politiker
- Wal Handley (1902–1941), Motorrad- und Automobilrennfahrer
- Seton Lloyd (1902–1996), vorderasiatischer Archäologe
- Harold John Blackham (1903–2009), Humanist
- Alan Napier (1903–1988), Theater- und Filmschauspieler
- Cyril Stanley Smith (1903–1992), Metallurge und Wissenschaftshistoriker
- Mona Washbourne (1903–1988), Schauspielerin
- Raymond Huntley (1904–1990), Schauspieler
- Herman David (1905–1974), Tennisspieler und -funktionär
- Bert Hadley (1910–1993), Test- und Autorennfahrer

#### 1911 bis 1920
- John Kenyon Netherton Jones (1912–1977), Chemiker
- Enoch Powell (1912–1998), Politiker
- Sam Small (1912–1993), Fußballspieler
- Paul Grice (1913–1988), Philosoph
- John Bentley (1916–2009), Schauspieler
- Harry Blackmore Whittington (1916–2010), Paläontologe
- Laurie Baker (1917–2007), Architekt
- Betty Joseph (1917–2013), Psychoanalytikerin und Autorin
- Hilary Mason (1917–2006), Schauspielerin
- Skitch Henderson (1918–2005), Pianist und Dirigent

#### 1921 bis 1930
- James Barlow (1921–1973), Schriftsteller
- Doreen Pollack (1921–2005), britisch-US-amerikanische Logopädin und Audiologin
- Len Jackson (1922–1990), Fußballspieler
- Gil Merrick (1922–2010), Fußballtorwart und -trainer
- Elizabeth Jolley (1923–2007), Schriftstellerin
- Doug Lishman (1923–1994), Fußballspieler
- John Myhill (1923–1987), Mathematiker, Logiker, Philosoph, Informatiker und Hochschullehrer
- Murray Walker (1923–2021), Reporter und TV-Kommentator
- Tony Britton (1924–2019), Film- und Theaterschauspieler
- David Cox (1924–2022), Statistiker
- Edward Downes (1924–2009), Dirigent
- Tony Hancock (1924–1968), Komiker
- Bob Maitland (1924–2010), Radrennfahrer
- Donald Broadbent (1926–1993), Psychologe
- Wilfred George Lambert (1926–2011), Altorientalist und Archäologe
- Ronnie Ball (1927–1984), Jazz-Pianist
- Gabriel Horn (1927–2012), Neurowissenschaftler
- Kenneth Tynan (1927–1980), Theaterkritiker und Autor
- David Wheeler (1927–2004), Computerpionier
- Colin Bull (1928–2010), britisch-amerikanischer Physiker, Polarforscher und Hochschullehrer
- Ray Foxley (1928–2002), Jazzpianist und Arrangeur
- Norman Holwell (1928–2020), Eisschnellläufer
- John Bryan Taylor (* 1928), Physiker
- Ken Barnes (1929–2010), Fußballspieler und -trainer
- Jacqueline Hill (1929–1993), Schauspielerin
- K. M. Peyton MBE (1929–2023), Autorin von Kinder- und Jugendbüchern
- Peter Checkland (* 1930), Managementforscher

#### 1931 bis 1940
- David M. Blow (1931–2004), Biophysiker
- James Lester Hogg (1931–2018), Anglist und Religionshistoriker
- Garfield Morgan (1931–2009), Schauspieler
- Jon Rollason (1931–2016), Schauspieler
- John R. L. Allen (1932–2020), Geologe
- Sheila Fugard (* 1932), britisch-südafrikanische Schriftstellerin
- Anne Heywood (1932–2023), Schauspielerin
- Anna Quayle (1932–2019), Schauspielerin
- Keith Harrison (* 1933), Radrennfahrer
- Stanley Myers (1933–1993), Komponist
- Graham Tayar (1933–2016), Journalist und Jazzpianist
- Kenny Baker (1934–2016), Schauspieler
- John Davies (* 1934), Fernsehregisseur, -produzent und Drehbuchautor
- Ken Matthews (1934–2019), Geher und Olympiasieger
- Mike Rawson (1934–2000), Mittelstreckenläufer
- John Salisbury (* 1934), Sprinter
- Ron Allen (1935–2006), Fußballspieler
- Harry Reynolds (* 1935), Radrennfahrer
- Tony Garnett (1936–2020), Film- und Fernsehproduzent und Autor
- John Woodburn (1936–2017), Radrennfahrer
- Karl Barton (* 1937), Radrennfahrer
- Barrington J. Bayley (1937–2008), Science-Fiction-Autor
- John Reeve (* 1937), Bobfahrer und Skirennläufer von den Amerikanischen Jungferninseln
- Pat Roach (1937–2004), Wrestler und Filmschauspieler
- John Salt (1937–2021), Maler
- Gordon Conway (1938–2023), Agrarökologe und Professor
- James Feast (* 1938), Chemiker
- Ann Haydon-Jones (* 1938), Tennisspielerin
- Barry Jackson (1938–2013), Schauspieler
- James D. G. Dunn (1939–2020), Neutestamentler
- Patrick Hughes (* 1939), Künstler
- Pauline Neville-Jones, Baroness Neville-Jones (* 1939), Diplomatin, Managerin und Politikerin
- Peter Phillips (1939–2025), Pop-Art-Künstler
- Nigel Reeves (1939–2018), Germanist
- John Walker (* 1939), Maler und Druckgrafiker
- Michael Bennett (* 1940), Radsportler
- Thomas Frederick Butler (* 1940), anglikanischer Geistlicher
- Barry Kemp (1940–2024), Ägyptologe
- Michael Ruse (1940–2024), Wissenschaftsphilosoph und Wissenschaftshistoriker

#### 1941 bis 1950
- Barry Jackson (* 1941), Sprinter
- Mike Pinder (1941–2024), Rockmusiker
- Daniel Boone (1942–2023), Sänger
- John Carter (* 1942), Sänger, Songwriter und Musikproduzent
- Robert Kilroy-Silk (* 1942), Fernsehmoderator und Politiker
- David Munrow (1942–1976), Musiker und Musikforscher
- John Rostill (1942–1973), Musiker
- Roy Sainsbury (1942–2022), britischer Jazzmusiker
- John Shrapnel (1942–2020), Theater- und Filmschauspieler
- Dennis Amiss (* 1943), Cricketspieler
- Geoffrey V. Davis (1943–2018), Literaturwissenschaftler
- John Fitzpatrick (* 1943), Automobilrennfahrer
- John McEnery (1943–2019), Theater- und Filmschauspieler
- Carl Wayne (1943–2004), Sänger und Schauspieler
- Derek Harrison (1944–2018), Radrennfahrer
- Ken Hodge (* 1944), Eishockeyspieler
- Denny Laine (1944–2023), Rockmusiker
- Nick Mason (* 1944), Musiker
- Kay Parker (1944–2022), Schauspielerin und Pornodarstellerin
- Graham Webb (1944–2017), Radrennfahrer
- Chris Wood (1944–1983), Rockmusiker
- Bev Bevan (* 1945), Schlagzeuger
- Roy Cox (1945–2019), Radsportler
- Dave Cropper (1945–2016), Leichtathlet, Mittelstreckenläufer
- Michael Gerzon (1945–1996), Mathematiker
- Martin Shaw (* 1945), Schauspieler
- Johnnie Walker (1945–2024), Hörfunkmoderator und DJ
- Peter Wolf (* 1945), Schauspieler, Kameramann, Regisseur und Produzent
- Rosalind Ayres (* 1946), Theater- und Filmschauspielerin
- Martin Barre (* 1946), Gitarrist
- Tony Clarkin (1946–2024), Rockmusiker
- Norman Garwood (1946–2019), Filmarchitekt
- Hubert Green (1946–2018), Profigolfer
- Clare Short (* 1946), Politikerin und Frauenrechtlerin
- Roy Wood (* 1946), Songschreiber, Sänger, Gitarrist und Multiinstrumentalist
- Bob Barton (* 1947), Jazzmusiker
- Jeff Lynne (* 1947), Musiker und Musikproduzent
- Robert Metcalf (* 1947), Kinderliedermacher
- Dave Pegg (* 1947), Folkrock-Bassist und -Sänger
- Brian Griffin (1948–2024), Fotograf
- Tony Iommi (* 1948), Gitarrist
- Paul Morgan (1948–2001), Ingenieur
- Ozzy Osbourne (1948–2025), Rockmusiker
- Richard Tandy (1948–2024), Keyboarder
- Bill Ward (* 1948), Schlagzeuger
- Steve Winwood (* 1948), Multi-Instrumentalist und Sänger
- Barriemore Barlow (* 1949), Schlagzeuger und Perkussionist
- Geezer Butler (* 1949), Bassist
- John Curry (1949–1994), Eiskunstläufer
- Lindsey Davis (* 1949), Schriftstellerin
- Ian Stewart (* 1949), Langstreckenläufer
- David Ball (1950–2015), Gitarrist
- Keith Bradley, Baron Bradley (* 1950), Politiker
- Lindsay Duncan (* 1950), Schauspielerin
- Geoffrey Grimmett (* 1950), Mathematiker
- Rob Guest (1950–2008), Theaterschauspieler, Sänger und Moderator
- Carl Palmer (* 1950), Schlagzeuger
- Ted Turner (* 1950), Gitarrist

#### 1951 bis 1960
- Sue Cogswell (* 1951), Squashspielerin
- Trevor Eve (* 1951), Schauspieler
- Bob Latchford (* 1951), Fußballspieler
- Jeff Rawle (* 1951), Schauspieler
- Tony Attwood (* 1952), Psychologe
- Anton Lesser (* 1952), Schauspieler
- Ric Sanders (* 1952), Folk- und Fusion-Fiedler
- Martyn Evans (* 1953), australischer Politiker
- Don Paul Fowler (1953–1999), Altphilologe
- Mark Lansdale (* 1953), Psychologe
- Patrick McKinney (* 1954), römisch-katholischer Bischof von Nottingham
- Magnus Mills (* 1954), Schriftsteller
- Jonathan Richards (* 1954), Regattasegler
- Tony Miles (1955–2001), Schach-Großmeister
- Michael Stone (* 1955), militanter protestantischer Extremist
- Paul Sydenham (* 1955), Radrennfahrer
- David Townsend (* 1955), Ruderer
- Richard C. Harrington (1956–2004), Professor
- Sonia Lannaman (* 1956), Leichtathletin
- Gerry Peyton (* 1956), irischer Fußballspieler
- David Willetts (* 1956), Politiker
- Al Hunter Ashton (1957–2007), Schauspieler und Drehbuchautor
- Jane Davidson (* 1957), walisische Politikerin
- Steve Jones (* 1957), Radrennfahrer
- Tony Martin (* 1957), Sänger
- Adrian Lukis (* 1957), Fernseh- und Filmschauspieler
- Kim Ferran (* 1958), Eisschnellläuferin
- Toyah Willcox (* 1958), Sängerin und Schauspielerin
- Benjamin Zephaniah (1958–2023), britisch-jamaikanischer Rastafari, Schriftsteller und Dub Poet
- Ali Campbell (* 1959), Reggae-Musiker
- Stephen Duffy (* 1960), Songwriter, Sänger und Gitarrist
- Robert J. Harrison (* 1960), Chemiker
- Simon Huw Jones (* 1960), Musiker, Sänger und Fotograf
- Neil Martin (* 1960), Radrennfahrer
- Jocelyn Pook (* 1960), Komponistin und Violinistin
- John Taylor (* 1960), Musiker
- Roger Taylor (* 1960), Schlagzeuger
- Richard Walker (* 1960), römisch-katholischer Geistlicher, Weihbischof in Birmingham

#### 1961 bis 1970
- Mark Billingham (* 1961), Autor
- Jonathan Coe (* 1961), Schriftsteller
- Lawrence Hayward (* 1961), Sänger, Songwriter und Gitarrist
- Robert Weir (* 1961), Diskus- und Hammerwerfer
- Edward Atterton (* 1962), Filmschauspieler
- Philip Brown (* 1962), Leichtathlet
- Michael Higgs (* 1962), Schauspieler und Synchronsprecher
- Sass Jordan (* 1962), kanadische Rock- und Hardrock-Sängerin
- Joanna Quinn (* 1962), Animatorin und Werbezeichnerin
- Dorian Yates (* 1962), Bodybuilder
- Blaze Bayley (* 1963), Rockmusiker
- Andy Cleyndert (* 1963), Jazzmusiker
- Sharon Lee (* 1963), Judoka
- Mazher Mahmood (* 1963), Journalist
- Gillian Wearing (* 1963), Künstlerin
- Lincoln Asquith (* 1964), Leichtathlet
- Simon Hale (* 1964), Komponist und Arrangeur
- Dennis Rollins (* 1964), Jazzmusiker
- Mark Walters (* 1964), Fußballspieler
- Justin Jones (* 1964), Musiker und Gitarrist
- Wilf O’Reilly (* 1964), Shorttracker
- Theo Travis (* 1964), Saxophonist
- Steve Mardenborough (* 1964), Fußballer
- Simon Fowler (* 1965), Sänger und Gitarrist
- Andrew Grainger (* 1965), Theater-, Filmschauspieler und Synchronsprecher
- Julian Green (* 1965), Eisschnellläufer
- David Kelly (* 1965), irischer Fußballspieler
- Phylis Smith (* 1965), Leichtathletin
- Andrew Tiernan (* 1965), Schauspieler
- Julian Argüelles (* 1966), Tenorsaxophonist und Komponist
- Terry Miles (* 1966), Musiker und YouTuber
- Kelvin Burt (* 1967), Rennfahrer
- David Busst (* 1967), Fußballspieler
- Tony Daley (* 1967), Fußballspieler
- Martin Duffy (1967–2022), Keyboarder
- Mick Harris (* 1967), Schlagzeuger der Band Napalm Death und Mitbegründer des Grindcore
- Mary Stallard (* 1967), anglikanische Geistliche
- Laurence Cummings (* 1968), Dirigent und Cembalist
- Adrian Lester (* 1968), Fernseh- und Theaterschauspieler
- Parm Sandhu (* 1968), Manager
- Ian Taylor (* 1968), Fußballspieler
- Justin Broadrick (* 1969), Musiker
- James Cleverly (* 1969), Politiker
- Mark „Barney“ Greenway (* 1969), Rockmusiker
- Richard Hammond (* 1969), Radio- und Fernseh-Moderator
- Maria Balshaw (* 1970), Museumsdirektorin
- Richard Billingham (* 1970), Fotograf, Künstler, Regisseur und Hochschuldozent
- Mike Gayle (* 1970), Schriftsteller
- Linzi Hateley (* 1970), Musicaldarstellerin, Sängerin und Bühnenschauspielerin
- Timothy Menezes (* 1970), römisch-katholischer Geistlicher, Weihbischof in Birmingham

#### 1971 bis 1980
- Patrick Baladi (* 1971), Schauspieler
- Jess Hall (* 1971), Kameramann
- Jason John (* 1971), Sprinter
- Andre Marriner (* 1971), Fußballschiedsrichter
- Bitty McLean (* 1972), Reggae-Sänger und Songwriter
- Shazia Mirza (* 1972), Komikerin
- Donald Bloxham (* 1973), Historiker
- Greg Chandler (* 1973), Musiker, Tontechniker, Musikproduzent und Tonstudiobetreiber
- Martin Corry (* 1973), Rugby-Union-Spieler
- Dean Sturridge (* 1973), Fußballspieler
- Kelli Ali (* 1974), Sängerin und Gitarristin
- Gordon Bicknell (* 1974), Musiker und Musikproduzent
- Lee Carsley (* 1974), Fußballspieler
- Natalie Haynes (* 1974), Schriftstellerin und Publizistin
- John Light (* 1974), Film-, Fernseh- und Theaterschauspieler
- Christian Vann (* 1974), Autorennfahrer
- Steven Hansell (* 1975), Basketballspieler
- Roger Hiorns (* 1975), Künstler
- Laura Mylotte (* 1975), irische Squashspielerin
- Andrew Symonds (1975–2022), australischer Cricketspieler
- Ian Ashbee (* 1976), Fußballspieler
- Orlando le Fleming (* 1976), Cricketspieler und Jazzmusiker
- Adam Rachel (* 1976), Fußballtorhüter
- Emma Willis (* 1976), Fernsehmoderatorin
- Sagi Burton (* 1977), Fußballspieler
- Matt Carthy (* 1977), Politiker
- Jamie Delgado (* 1977), Tennisspieler
- Lee Hendrie (* 1977), Fußballspieler
- Jesse Inman (* 1977), Schauspieler
- Gavin Mahon (* 1977), Fußballspieler
- John Oliver (* 1977), Komiker, Satiriker, Autor, Schauspieler und Moderator
- Sarah Smart (* 1977), Schauspielerin
- The Streets (* 1978), Rapper
- Susan Fletcher (* 1979), Schriftstellerin
- Fyfe Dangerfield (* 1980), Rockmusiker
- Mick Kenney (* 1980), Musiker
- Shabana Mahmood (* 1980), Rechtsanwältin und Politikerin (Labour Party)
- Visanthe Shiancoe (* 1980), Footballspieler
- Nikeata Thompson (* 1980), Tänzerin, Choreografin und Schauspielerin
- Darius Vassell (* 1980), Fußballspieler

#### 1981 bis 1990

##### 1981 bis 1985
- Ruhal Ahmed (* 1981), saß zwei Jahre ohne Anklage in Guantanamo, Folteropfer
- Lorraine Burroughs (* 1981), Schauspielerin
- Ben Davies (* 1981), Fußballspieler
- Jasmine Jae (* 1981), Pornodarstellerin
- Jamelia (* 1981), Pop- und Contemporary-R&B-Sängerin und Songwriterin
- Conor Niland (* 1981), irischer Tennisspieler
- Percy Pursglove (* 1981), Jazzmusiker
- Martin Reeves (* 1981), Fußballspieler
- Arthur Darvill (* 1982), Schauspieler
- Lloyd Dyer (* 1982), Fußballspieler
- Craig Fagan (* 1982), Fußballspieler
- Mark Lewis-Francis (* 1982), Leichtathlet
- Joleon Lescott (* 1982), Fußballspieler
- Matthew Macklin (* 1982), Profiboxer
- Olivia Safe (* 1982), Opernsängerin (Sopran)
- Zeshan Rehman (* 1983), Fußballspieler
- Felicity Jones (* 1983), Schauspielerin
- Drake Maverick (* 1983), Wrestler
- James O’Connor (* 1984), Fußballspieler
- Frankie Gavin (* 1985), Boxer
- Lewis Gobern (* 1985), Fußballspieler
- Scott Mansell (* 1985), Rennfahrer

##### 1986 bis 1990
- Gabriel Agbonlahor (* 1986), Fußballspieler
- Anna Brewster (* 1986), Schauspielerin und Model
- Daniel Martin (* 1986), Radrennfahrer
- Luke Moore (* 1986), Fußballspieler
- Mark Aldred (* 1987), Ruderer
- Moeen Ali (* 1987), Cricketspieler
- Agam Darshi (* 1987), kanadischer Schauspielerin
- Isaiah Osbourne (* 1987), Fußballspieler
- Troy Deeney (* 1988), Fußballspieler
- Chris Lorenzo (* 1988), DJ und Musikproduzent
- Micah Richards (* 1988), Fußballspieler
- James Vaughan (* 1988), Fußballspieler
- Sone Aluko (* 1989), Fußballspieler
- Theo Robinson (* 1989), Fußballspieler
- Daniel Sturridge (* 1989), Fußballspieler
- Khalid Saeed Yafai (* 1989), Boxer
- Chris Woakes (* 1989), Cricketspieler
- Daniel Evans (* 1990), Tennisspieler
- Elliot Knight (* 1990), Schauspieler
- Sarah-Jane Perry (* 1990), Squashspielerin

#### 1991 bis 2000
- Nathan Delfouneso (* 1991), Fußballspieler
- Stefflon Don (* 1991), Sängerin und Rapperin
- Clementine Douglas (* 1991), Sängerin und Songwriterin
- Jahméne Douglas (* 1991), Popsänger
- Mitchell Mann (* 1991), Snookerspieler
- Romaine Sawyers (* 1991), Fußballspieler
- Gamal Yafai (* 1991), Boxer
- Galal Yafai (* 1992), Boxer
- Pete Dunne (* 1993), Wrestler
- Dutchavelli (* 1993 oder 1994), Rapper
- Sam Eggington (* 1993), Boxer
- Jermaine Hylton (* 1993), Fußballspieler
- Omari Sterling-James (* 1993), Fußballspieler
- Elliot Giles (* 1994), Leichtathlet
- Jake Hughes (* 1994), Automobilrennfahrer
- Nathan Redmond (* 1994), Fußballspieler
- Tom Blyth (* 1995), Schauspieler
- Jack Grealish (* 1995), Fußballspieler
- Isobel Jesper Jones (* 1995), Schauspielerin
- Demi Rose (* 1995), Model
- Florence Bell (* 1996), irische Skirennläuferin
- Riccardo Calder (* 1996), Fußballspieler
- Demarai Gray (* 1996), Fußballspieler
- Jack Fitzwater (* 1997), Fußballspieler
- Rico Henry (* 1997), Fußballspieler
- Lubjana Piovesana (* 1997), Judoka
- Elliott Morris Devred (* 1998), Squashspieler
- Yan Dhanda (* 1998), Fußballspieler
- Erin Kellyman (* 1998), Schauspielerin
- Max Fewtrell (* 1999), Rennfahrer
- Miles Routledge  (* 1999), Webvideoproduzent und Autor
- Nathan Ferguson (* 2000), Fußballspieler
- Hannah Hampton (* 2000), Fußballtorhüterin

### 21. Jahrhundert
- Louie Sibley (* 2001), Fußballspieler
- Jacob Ramsey (* 2001), Fußballspieler
- Samuel Osborne-Wylde (* 2004), Squashspieler
- John Mellberg (* 2006), schwedischer Fußballspieler

## Berühmte Einwohner von Birmingham
Diese Liste enthält in Birmingham zeitweise lebende Persönlichkeiten, chronologisch aufgelistet nach dem Geburtsjahr. Die Liste erhebt keinen Anspruch auf Vollständigkeit.
- Barbara Cartland (1901–2000) – Autorin von romantischer Literatur, Stiefgroßmutter von Diana, Princess of Wales
- Neville Chamberlain (1869–1940) – britischer Premierminister von 1937 bis 1940
- Samuel Johnson (1709–1784) – Gelehrter und Schriftsteller
- Nigel Mansell (* 1953) – Formel-1-Weltmeister von 1992
- Thomas Rickman (1776–1841) – Architekt und Erbauer unzähliger Kirchen im neugotischen Stil
- J. R. R. Tolkien (1892–1973) – der Autor von Der Herr der Ringe verbrachte hier seine Kindheit
- James Watt (1736–1819) – entwickelte in Birmingham die Dampfmaschine zur Serienreife
- David Lodge (1935–2025) – englischer Autor von humoristischen Werken wie Nice Work; lehrte von 1960 bis 1987 am English Department
- Prinz Michael of Kent (* 1942), Mitglied der britischen Königsfamilie
- John Goss (1800–1880) – Schriftsteller und Biograf von Robert Bage (1728–1801)
- Malala Yousafzai (* 1997) – Kinderrechtlerin aus Pakistan